# San Andrés (Valdeprado del Río)
San Andrés es una localidad del municipio de Valdeprado del Río (Cantabria, España). La localidad se encuentra a 995 metros de altitud sobre el nivel del mar, y a 0,2 kilómetros de la capital municipal, Arroyal. En el año 2024 contaba con una población de 26 habitantes (INE).
Se conoce a la localidad como San Andrés de los Carabeos, haciendo referencia al antiguo municipio al que pertenecía antes de fusionarse con Valdeprado del Río y adoptar su nombre.

## Paisaje y naturaleza
De los tres pueblos que formaban el concejo de Los Carabeos (San Andrés, Arroyal y Barruelo), es San Andrés el que se encuentra a mayor altitud y situado más al oeste. Se orienta a la solana sobre un pequeño promontorio irregular de caliza, por lo que desde su entorno se descubre un amplio paisaje sobre las praderías y montes del valle. Todo el norte del pueblo queda ocupado por un robledal en la falda del monte Solaloma que se prolonga, ya en terrenos de Campoo de Enmedio, con el espeso hayedo del monte Matanzas, formando un extenso corredor boscoso.

## Estructura urbana
El trazado urbano es irregular debido a la orografía sobre la que se asienta, atravesándolo la carretera CA-740, cuya única localidad de paso es San Andrés, conectándola con Arroyal y con la carretera CA-272. El pueblo cuenta con amplios terrenos destinados a la explotación agrícola y ganadera.

## Patrimonio histórico
La actual iglesia de San Andrés se construyó en el siglo XVIII sobre una anterior de fábrica románica, de la que tan solo han quedado referencias documentales. Constaba de una sola nave con testero recto destacado en altura, torre sencilla a los pies y un amplio pórtico, añadido en el siglo XIX, que pasó a funcionar como nave lateral. Lo más interesante es la parte de la cabecera, con bóveda nervada de terceletes y combados, y el retablo barroco, también del XVIII. La capilla del Rosario, en el lado norte del crucero, data del siglo XIX y contiene un retablo del artista campurriano Manuel Belsol. La parroquia de San Andrés fue anexionada a la de Nuestra Señora del Rosario, de Arroyal, en 1876.